# Griže (gmina Ivančna Gorica)
Griže – wieś w Słowenii, w gminie Ivančna Gorica. W 2018 roku liczyła 15 mieszkańców.